# Sicario: Day of the Soldado
Sicario: Day of the Soldado é um filme americano de ação, crime e suspense dirigido por Stefano Sollima e escrito por Taylor Sheridan. É a sequência do filme Sicario lançado em 2015. As estrelas de cinema Benicio del Toro, Josh Brolin, Isabela Moner, Jeffrey Donovan, Manuel Garcia-Rulfo, Matthew Modine e Catherine Keener estão no longa. O filme foi lançado pela Columbia Pictures em 29 de junho de 2018.

## Sinopse
Depois de descobrir que os cartéis de drogas estão contrabandeando terroristas na fronteira dos EUA, a CIA envia Matt Grave (Josh Brolin) e o ex-agente secreto Alejandro Gillick (Benicio del Toro) para eliminar o problema. Ao longo do caminho, Alejandro revisita o seu velho inimigo, para resolver os pontos.

## Elenco
- Benicio del Toro como Alejandro Gillick
- Josh Brolin como o Matt Graver
- Isabela Moner
- Jeffrey Donovan como Steve Forsing
- Manuel Garcia-Rulfo como Gallo
- Matthew Modine como James Ridley
- Catherine Keener
- David Castaneda como Hector
- Elias Rodriguez Miguel Hernandez
- Ian Bohen como Carson Wright
- Jackamoe Buzzell como Comandante Willett
- Silvino Suarez como leão-de-Chácara da Barra

## Produção
Em setembro de 2015, a Lionsgate encomendou uma continuação de Sicario, centrada na personagem de Benicio del Toro. O projeto está sendo supervisionado pelo escritor Taylor Sheridan com Denis Villeneuve inicialmente envolvidos. Em abril de 2016, os produtores de Molly Smith e Trent Luckinbill disse que Emily Blunt, del Toro e Josh Brolin iriam voltar. Em 1 de junho de 2016, o diretor italiano Stefano Sollima tinha sido contratado para dirigir o que foi agora intitulado Soldado a partir de um script de Sheridan. Em 27 de outubro de 2016, Catherine Keener estava no elenco do filme, a Lionsgate e Black Label Media financiariam, e que o filme seria produzido pelo Thunder Road Basil Iwanyk, Black Label da Molly Smith e Thad e Trent Luckinbill, e Edward McDonnell. Em novembro de 2016, Blunt não estava mais ligada ao filme. No mês seguinte, Isabela Moner, David Castaneda e Manuel Garcia-Rulfo juntou-se ao elenco. Jeffrey Donovan, que voltará como Steve Forsing, disse que a história vai se concentrar em Forsing, Gillick e Graver "descendo para o México, basicamente para dar início a uma guerra, no fim, entre o rival cartéis Mexicanos", e descreveu o filme como um "stand-alone " spin-off" em vez de uma sequência. Em janeiro de 2017, Elias Rodriguez, Matthew Modine e Ian Bohen se juntaram ao elenco do filme. Sheridan disse, "se Sicario é um filme sobre a militarização da polícia , este é retirar o policiamento aspecto."

### As filmagens
A filmagem do filme, começou no Novo México, em 8 de novembro de 2016.

## Marketing
Em 19 de dezembro de 2017, o primeiro trailer foi liberado.

## Lançamento
O filme foi originalmente programado para ser lançado pela Lionsgate, mas um desentendimento entre a Lionsgate e a empresa de produção de Black Label Mídia viu os direitos de distribuição mudarem para a Sony Pictures. A Lionsgate vai manter os direitos internacionais para o filme. Em agosto de 2017, a Sony definiu data de lançamento do filme para 29 de junho de 2018 data de lançamento.